# Souk El Kamour
Le souk El Kamour (arabe : سوق الكامور soit « souk des épices ») est l'un des souks de la médina de Sfax.

## Étymologie
Le souk El Kamour tire probablement son nom de sa typologie architecturale. En fait, il est couvert d'une voûte en berceau, dite kamr dans le langage vernaculaire, d'où cette dénomination.

## Description

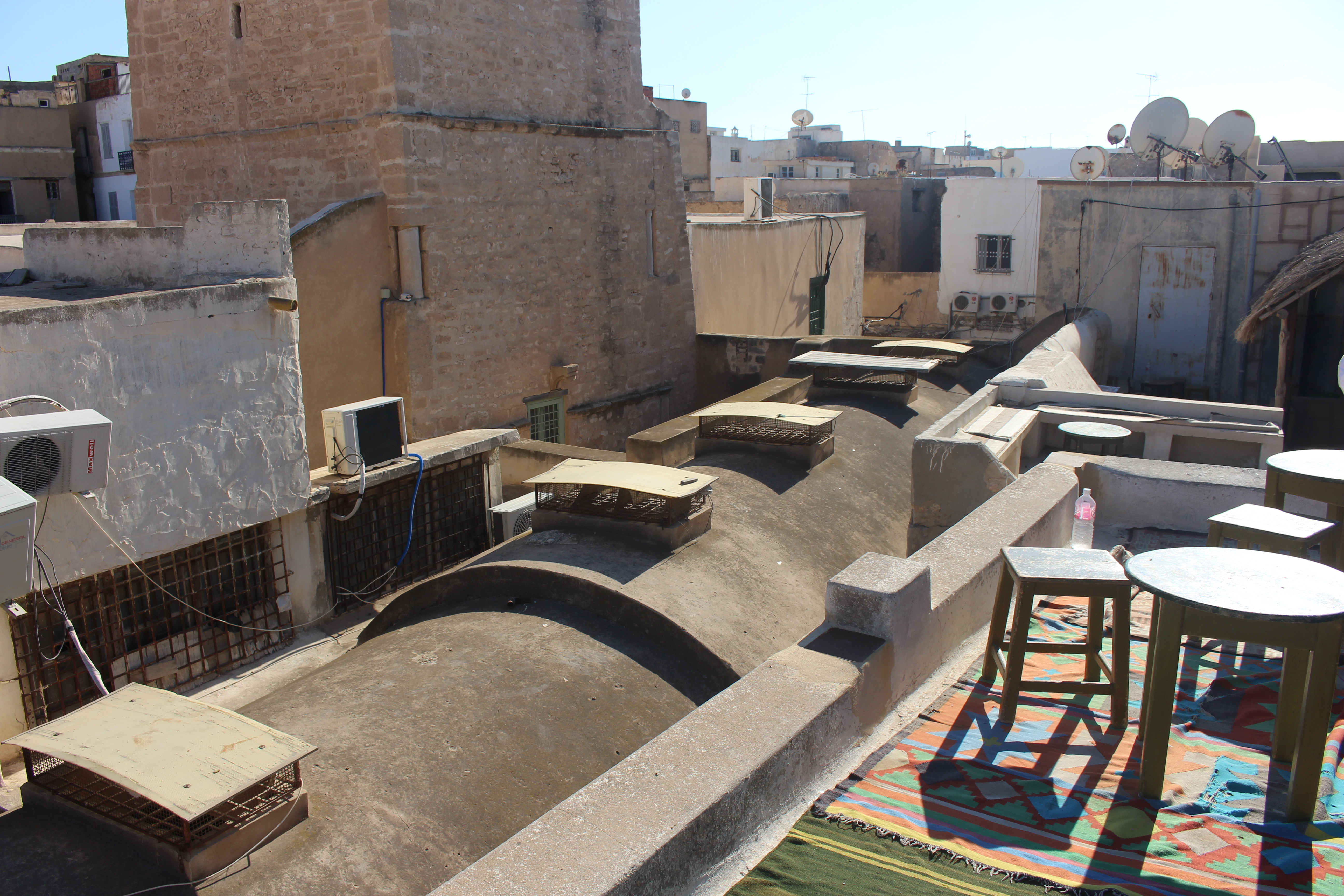
Voûte du souk El Kamour, vue de la terrasse d'un café adjacent.

Adossé à la façade nord de la grande mosquée, le souk s'étend sur un axe est-ouest, perpendiculairement à l’aile principale du souk Erbaa. Historiquement, ce souk a été spécialisé dans le commerce des épices et des produits du terroir sfaxien (raisins secs, amandes, pistaches, figues séchées, etc.). De nos jours, il connaît plusieurs changements, avec la reconversion de ses boutiques qui proposent de nouveaux produits (trousseaux de mariées, prêt-à-porter et autres articles importés).
Le souk El Kamour constitue actuellement une station très importante du circuit touristique grâce à un salon de thé original situé sur son toit et qui offre aux visiteurs une vue panoramique sur toute la médina et le minaret de la grande mosquée.